# Neocordulia batesi
Neocordulia batesi – gatunek ważki z rodziny Synthemistidae. Występuje na terenie Ameryki Północnej i Południowej – od południowego Meksyku po Peru i brazylijski stan Amazonas.